# Gandra (Paredes)
Pour les articles homonymes, voir Gandra.
Gandra est une ville portugaise et freguesia dans la municipalité de Paredes, avec 12,06 km² de superficie et 6966 habitants. Sa densité de population est 577,6 hab./km².
La ville de Gandra est constituée par la freguesia du même nom. La paroisse se limite au nord avec la paroisse de Rebordosa, au nord-est avec Astromil et Vandoma, à l'est avec Baltar, au sud avec Recarei, tous appartenant à la même municipalité et à l'ouest avec Campo et Sobrado, de la municipalité de Valongo.
C'est une ville moderne qui conserve encore une partie de sa ruralité. Elle est historiquement connue sous le nom de São Miguel de Gandra.
Avec la croissance de la périphérie de Porto, cette ville devient une ville-dortoir, avec une excellente accessibilité (autoroutes A4 et A41, route nationale 15). Cette ville au nord du Portugal accueille chaque année pas moins de 1 500 étudiants qui fréquentent l'université Cespu.

## Histoire
L'histoire la plus ancienne de la paroisse de Gandra est inconnue. On sait que la rivière Ferreira, au début de la reconquête chrétienne, entre le IXe et le XIe siècle, servait de frontière administrative entre les territoires d'Anégia et de Portucale. Puisque Gandra est située sur la rive gauche, elle appartenait à Civitas Enégia (qui avait pour siège l'actuelle paroisse d'Eja - Penafiel). Le territoire d'Anégia s'est désintégré au XIe siècle donnant lieu à plusieurs terres comme ce fut le cas d'Aguiar de Sousa, Penafiel, Arouca, entre autres. À partir de ce moment, le territoire de Gandra est intégré dans les Terras de Aguiar de Sousa.